# Greifensee (obec)
Greifensee je obec v kantonu Curych ve Švýcarsku. Žije zde přibližně 5 300 obyvatel.

## Geografie
Greifensee leží v oblasti Curyšské vysočiny. Jeho zástavba sahá až k břehům stejnojmenného jezera Greifensee. Obec sousedí s obcemi Niederuster na jihu, Nänikon (Uster) na jihovýchodě, Volketswil na severovýchodě, Schwerzenbach na severozápadě a na protějším břehu jezera Greifensee na západě s obcemi Fällanden a Maur na jihozápadě.

## Historie

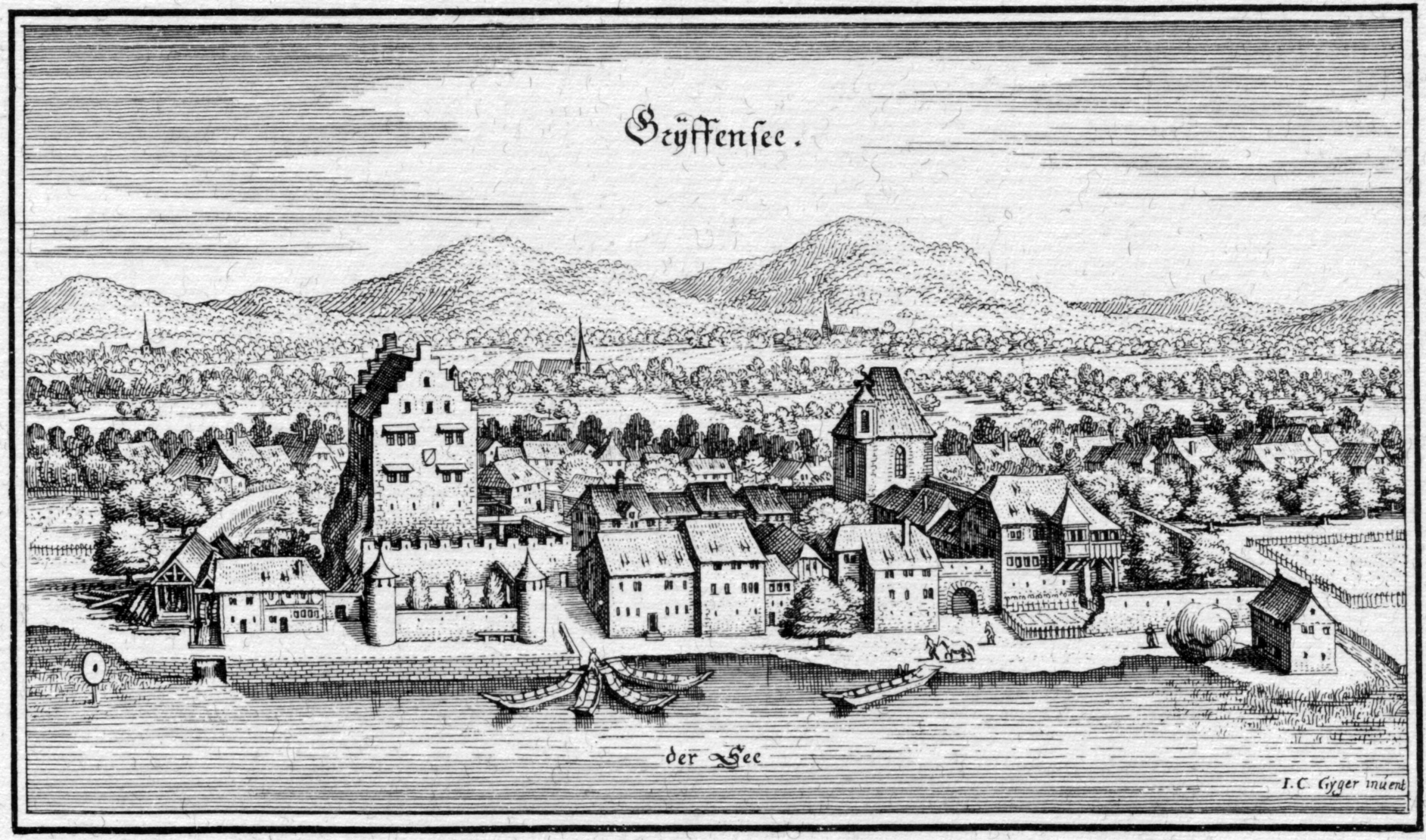
Vyobrazení Greifensee z roku 1654

Místo samotné vzniklo kolem hradu Greifensee, jehož předchůdce byl pravděpodobně postaven již ve 12. století hrabětem z Rapperswilu. Název Greifensee se poprvé objevuje jako „R. et H. minstri de Grifense“ v listině z 29. dubna 1260, v níž dva šlechtici dosvědčují urovnání sporu. Podle jiného zdroje byl Greifensee poprvé zmíněn v listině z roku 1261. Od té doby se název Greifensee používá stejně pro hrad, městečko i přilehlé jezero, i když kolem roku 1300 bylo jezero podle svého odtoku někdy stále nazýváno Glattsee. 7. ledna 1300 zastavila hraběnka Elisabeth von Rapperswil, provdaná za hraběte Rudolfa von Habsburg-Laufenburg, Greifensee rytíři Hermannovi II. von Landenberg. Zástava zahrnovala nejen hrad, městečko a jezero, ale také větší počet statků včetně příslušných polí, luk, lesů a dokonce i samotných statkářů. Zástavou byly rovněž příslušné nižší a střední soudní pravomoci a právo (Kirchensatz) jmenovat faráře v Usteru.

Letecký pohled (1927)

Malé město se však nikdy nemohlo ekonomicky rozvíjet, protože nemělo tržní práva a bylo špatně dopravně dostupné. V důsledku předlužení prodali Landenberkové v roce 1369 hrad a panství Greifensee hrabatům Friedrichovi Donatovi a Diethelmovi z Toggenburgu za 7219 rýnských zlatých. Již v roce 1402 přešlo Greifensee od Friedricha VII., posledního hraběte z Toggenburgu, za 6000 zlatých jako zástava do vlastnictví města Curych. V roce 1419 se Curych stal definitivním vlastníkem panství, a tak se bývalé panství Greifensee – de facto byl Heinrich Biberli již od roku 1403 správcem panství – stalo prvním správním obvodem města Curych. Slavný je zemský správce Salomon Landolt (Gottfried Kellerův zemský správce z Greifensee), který zde vládl v letech 1781 až 1786. Hrad Greifensee byl zničen během staré curyšské války v roce 1444: z 64 obránců přežili pouze dva, 62 mužů bylo popraveno konfederáty.
Teprve v roce 1520 se rada města Curychu rozhodla pro přestavbu města, přičemž významnou roli sehrál uznávaný curyšský kronikář a správce (1504–1506) Gerold Edlibach. V roce 1831 byl vytvořen okres Uster, čímž Greifensee ztratilo svůj politický význam jako správní centrum.
V roce 1856 byla otevřena železniční trať Wallisellen–Uster tehdejší Glatthalské železniční společnosti. Nádraží v Greifensee je jedním z nejstarších nádraží ve Švýcarsku.

## Obyvatelstvo
| Rok            | 1634 | 1799 | 1850 | 1900 | 1950 | 1966 | 1977 | 2000 | 2010 |
| Počet obyvatel | 133  | 278  | 406  | 289  | 279  | 443  | 5033 | 5202 | 5094 |

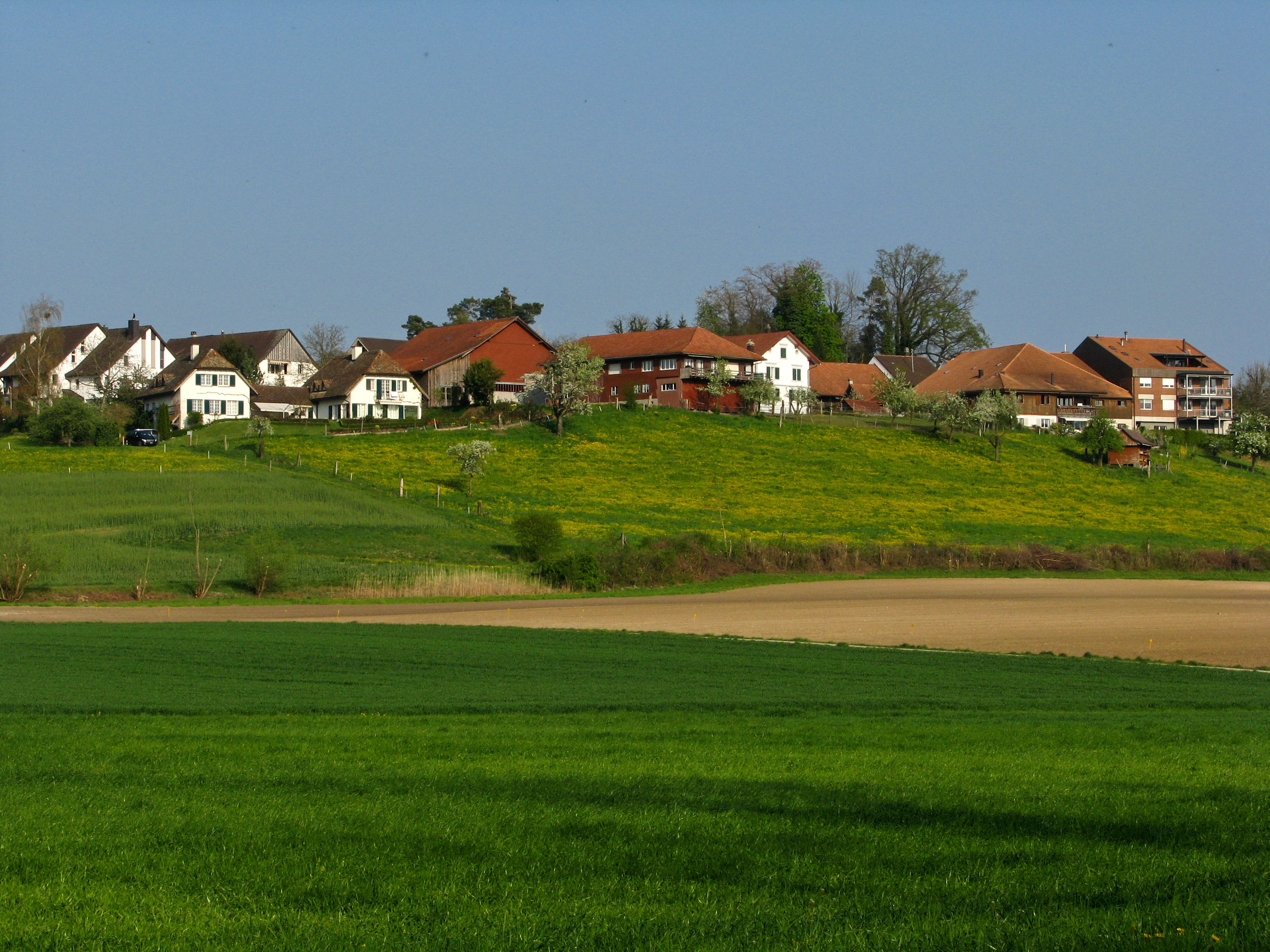
Wildberg

Greifensee zaznamenalo prudký nárůst počtu obyvatel, když stavební podnikatel Ernst Göhner od konce 60. let 20. století postavil na území obce několik sídlišť z panelových domů. Počet obyvatel tak v letech 1966 až 1977 vzrostl z méně než 500 na více než 5000.
Podíl cizinců (obyvatel s trvalým pobytem bez švýcarského občanství) činil v roce 2024 23,1 % (1248 osob).

### Náboženství
Greifensse se nachází v převážně reformovaném kantonu Curych (24,5 % oproti 22,9 % římskokatolického obyvatelstva), čemuž odpovídá také zastoupení těchto církví v populaci obce. V roce 2022 se k evangelické reformované církvi hlásilo 29,3 % obyvatel, k římskokatolické 22,9 % a 47,8 % obyvatel mělo jinou nebo žádnou konfesní příslušnost.

## Hospodářství
V Greifensee se nachází sídlo globálního výrobce přesných vah Mettler Toledo a také řady menších a středních podniků.

## Doprava
Železniční stanice Nänikon-Greifensee se nachází necelé 2 km severovýchodně od centra města na hranici obcí Greifensee a Uster. Leží na trati Glatthalbahn Švýcarských spolkových drah SBB a obsluhují ji linky S9 a S14 příměstské železnice S-Bahn Zürich.
Dálniční křižovatka Uster West na dálnici A15 se nachází necelé 2,5 km severně od Greifensee. Cesta vede většinou po vedlejších silnicích, protože hlavní silnice mezi Volketswilem a Usterem obchází Greifensee východně.

## Osobnosti
- Nico Elvedi (* 1996), fotbalista